# NGC 3938
NGC 3938 ist eine Spiralgalaxie vom Hubble-Typ Sc im Sternbild Großer Bär am Nordsternhimmel. Sie ist schätzungsweise 38 Millionen Lichtjahre von der Milchstraße entfernt und hat einen Durchmesser von etwa 65.000 Lichtjahren. Sie ist Mitglied des Ursa-Major-Galaxienhaufens und Teil der NGC 4051-Gruppe (LGG 269).
Die Supernovae SN 1961U (Typ IIL), SN 1964L (Typ Ic), SN 2005ay (Typ IIP) und SN 2017ein (Typ Ic) wurden hier beobachtet.
Im selben Himmelsareal befinden sich u. a. die Galaxien PGC 2232048, PGC 2233219, PGC 2238816, PGC 2239382.
Das Objekt wurde am 6. Februar 1788 von dem deutsch-britischen Astronomen Wilhelm Herschel entdeckt.